# Ng Ka Fung
Pour les articles homonymes, voir fung.
Ng Ka Fung (né le 27 octobre 1992 à Hong Kong) est un athlète chinois de Hong Kong, spécialiste du sprint et du relais.

## Carrière
Son meilleur temps est de 20 s 98 sur 200 m obtenu en 2011. Il détient le record de Hong Kong sur relais 4 × 100 m depuis 2012.
Lors  des Championnats d'Asie à Pune, l'équipe de Hong Kong, toujours composée de Tang Yik Chun, de Lai Chun Ho, de Ng Ka Fung et de Tsui Chi Ho remporte son premier titre de champion d'Asie en 38 s 94, devant le Japon et la Chine.

## Palmarès
| Date | Compétition         | Lieu        | Résultat | Épreuve   | Temps   |
| ---- | ------------------- | ----------- | -------- | --------- | ------- |
| 2011 | Championnats d'Asie | Kobe        | 2e       | 4 x 100 m | 39 s 26 |
| 2013 | Championnats d'Asie | Pune        | 1er      | 4 x 100 m | 38 s 94 |
| 2014 | Jeux asiatiques     | Incheon     | 3e       | 4 x 100 m | 38 s 98 |
| 2015 | Championnats d'Asie | Wuhan       | 2e       | 4 x 100 m | 39 s 25 |
| 2017 | Championnats d'Asie | Bhubaneswar | 3e       | 4 x 100 m | 39 s 53 |

## Records
| Épreuve | Performance  | Lieu      | Date              |
| ------- | ------------ | --------- | ----------------- |
| 100 m   | 10 s 28 (NR) | Hong Kong | 11 septembre 2021 |
| 200 m   | 20 s 98      | Hong Kong | 27 novembre 2011  |